# Comportamiento suspensorio
El comportamiento suspensorio es una forma de locomoción arbórea o un comportamiento de alimentación que implica colgar o suspender el cuerpo por debajo o entre las ramas de los árboles. Este comportamiento permite desplazarse con mayor rapidez reduciendo la longitud de los trayectos para cubrir más terreno al desplazarse, buscar comida y evitar a los depredadores. Los diferentes tipos de comportamiento suspensorio incluyen la braquiación, la escalada y el puente. Estos mecanismos permiten a las especies de mayor tamaño distribuir su peso entre las ramas más pequeñas en lugar de hacer equilibrio sobre estos soportes débiles. Los primates y los perezosos son los que más comúnmente utilizan estos comportamientos, sin embargo, otros animales, como los murciélagos, pueden ser vistos colgando por debajo de superficies para obtener comida o cuando descansan.

## Biomecánica

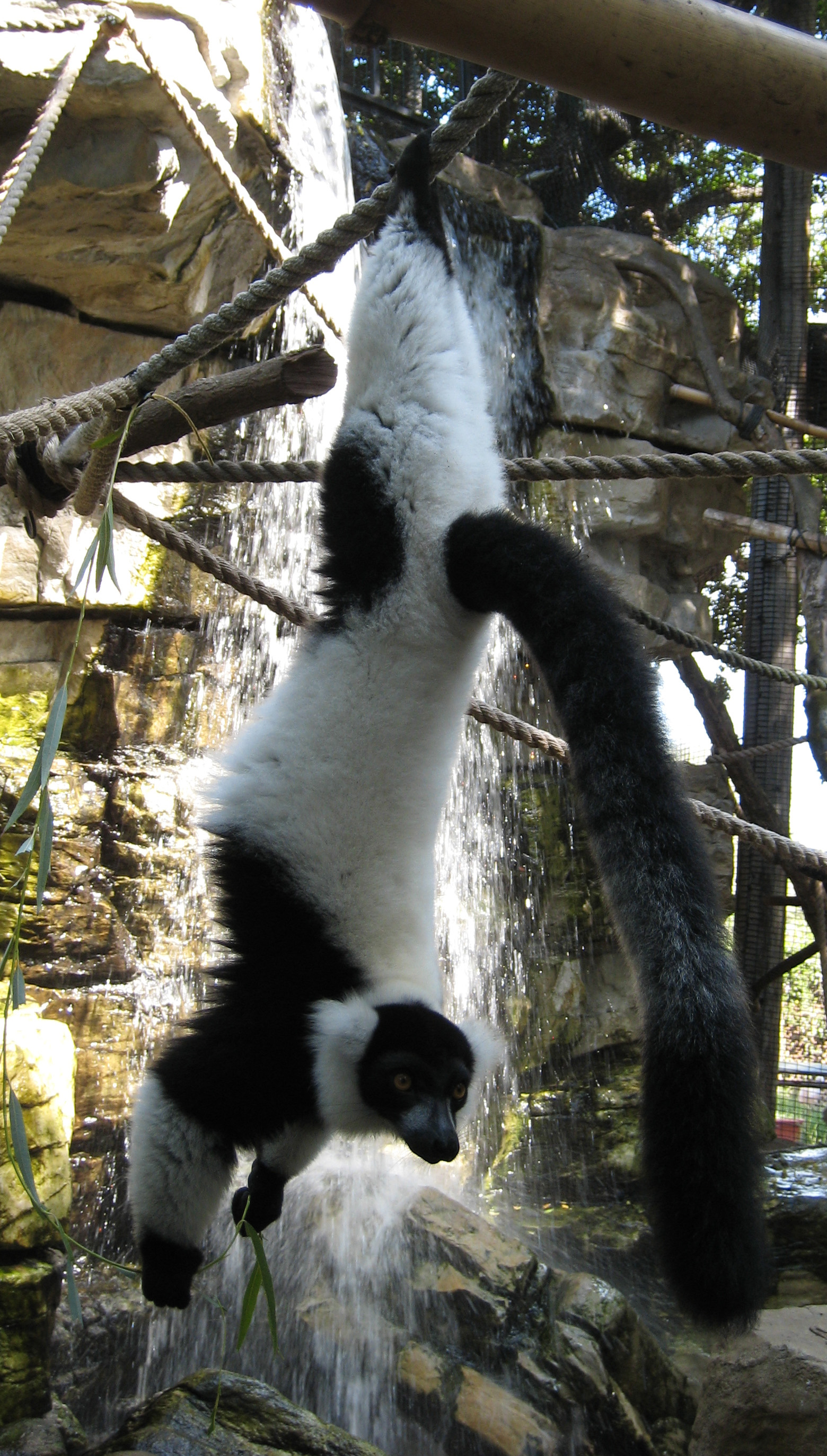
Comportamiento suspensorio visto en un lémur rufo blanco (Varecia variegata).

### En primates y perezosos

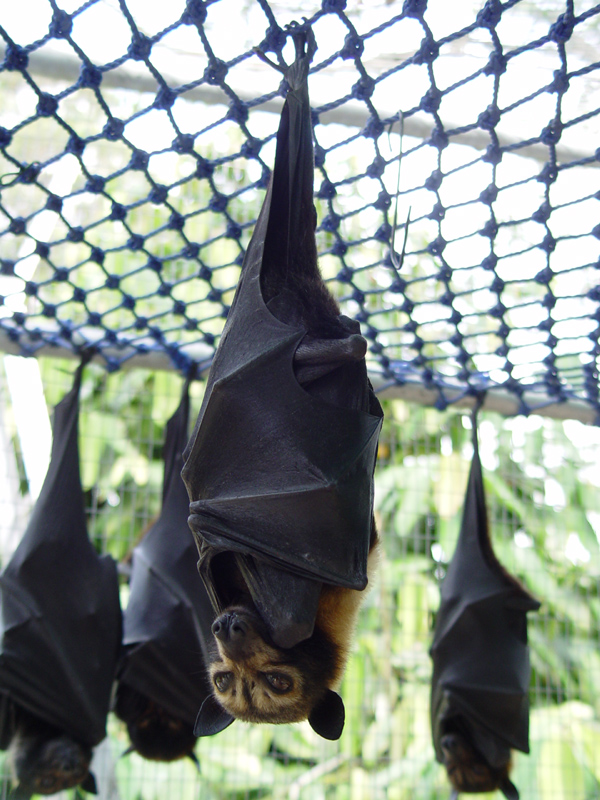
Zorro volador de anteojos (Pteropus conspicillatus) colgando boca abajo.

Los animales que muestran un comportamiento suspensorio tienen mecanismos similares para llevar a cabo esta acción y a menudo involucran muchas partes diferentes de su cuerpo como el tronco, los hombros y muchas otras partes de la parte superior del cuerpo. Normalmente, estos animales presentan un aplanamiento dorso-ventral general, una región lumbar acortada y una expansión mediolateral de la caja torácica que hace que la escápula se reposicione dorsalmente y que la articulación humeral se oriente más en dirección al cráneo que la colocación lateral habitual que muestran los animales cuadrúpedos. La escápula también es más larga, lo que da a estos animales una forma particular de brazo y hombro. Combinadas, estas morfologías permiten que el músculo infraespinoso se reposicione creando más resistencia a la tensión transarticular para suspenderse por debajo de una rama. Estos animales también tienen clavículas más largas, creando una mayor proyección del hombro que aumenta la capacidad de movimiento cuando el antebrazo se eleva por encima de la cabeza. Para ayudar a soportar su peso, las extremidades anteriores son alargadas. El húmero también es más largo y esto ayuda al movimiento de los músculos deltoides en la articulación del hombro cuando el brazo se aleja del cuerpo. El músculo tríceps braquial es pequeño y la distancia a la articulación del codo es menor, así como la apófisis del olécranon, que permite una mayor extensión del codo.
Hay muchas maneras diferentes en que los animales, especialmente los primates, se posicionan durante el comportamiento suspensorio y estas posiciones requieren diferentes huesos y músculos. Algunas de estas posiciones son:
- Sentada/suspensión de los miembros anteriores: la mayor parte del peso del cuerpo recae sobre los isquiones, sin embargo las extremidades anteriores se agarran a una rama por encima de la cabeza y permiten estabilizar el cuerpo y soportar parte del peso que recae sobre los isquiones.[7]

- Agarre/suspensión de miembro anterior: una de las extremidades delanteras cuelga, lo que hace que más de la mitad del peso recaiga sobre las extremidades traseras y la extremidad delantera que se aferra.[7]

- Suspensión de miembros anteriores: uno o ambos brazos sostienen todo el peso del animal mientras cuelga de una rama.[7]

- Suspensión de extremidad anterior y posterior: colgando de un brazo y una pata.[7]

- Suspensión de la cola: usando solo la cola sin apoyo del resto del cuerpo.[7]

- Suspensión de las extremidades traseras: suspensión usando una o las dos patas, sin apoyo de ninguna otra parte del cuerpo.[7]

### En murciélagos
El descanso en vertical y boca abajo es un comportamiento que se observa en los murciélagos y que implica el uso de las patas para agarrarse a una superficie. Las extremidades traseras son muy importantes, ya que proporcionan la mayor parte de la fuerza para sostener al murciélago. También pueden utilizarse las extremidades delanteras, con lo que las cuatro extremidades sostienen al animal. La cabeza y el cuello suelen mantenerse en un ángulo de 90o o 180o.

## Locomoción
La locomoción suspensoria ayuda a reducir la longitud de los recorridos y a cubrir distancias más largas moviéndose más rápidamente a través de las ramas y por encima de los árboles. Los movimientos implicados en el comportamiento suspensorio han sido observados más frecuentemente en los monos. El movimiento de balanceo de agarrar una rama tras otra alternado las manos o lanzar el cuerpo de un soporte a otro perdiendo el contacto con el soporte es muy común y la forma más popular de locomoción entre los animales que usan locomoción suspensoria. Algunos animales, como los platirrinos, utilizan la cola para desplazarse y no suelen utilizar nunca las extremidades anteriores para esto, mientras que algunas especies utilizan tanto la cola como las extremidades anteriores. El comportamiento suspensorio es ventajoso para evitar a los depredadores. Los rápidos movimientos y la capacidad de escapar a gran altura sobre el suelo permiten una estrategia de evasión, contribuyendo a la supervivencia. Aunque este tipo de locomoción puede ser beneficioso, también puede tener algunas consecuencias cuando se trata de alturas extremas, ya que el movimiento rápido a través de los árboles aumenta las posibilidades de sufrir lesiones. La forma más fácil para los animales de evitar esta consecuencia es utilizar sus habilidades para centrarse en el desplazamiento ininterrumpido, la precisión y evitar rutas alternativas.

### Tipos de locomoción

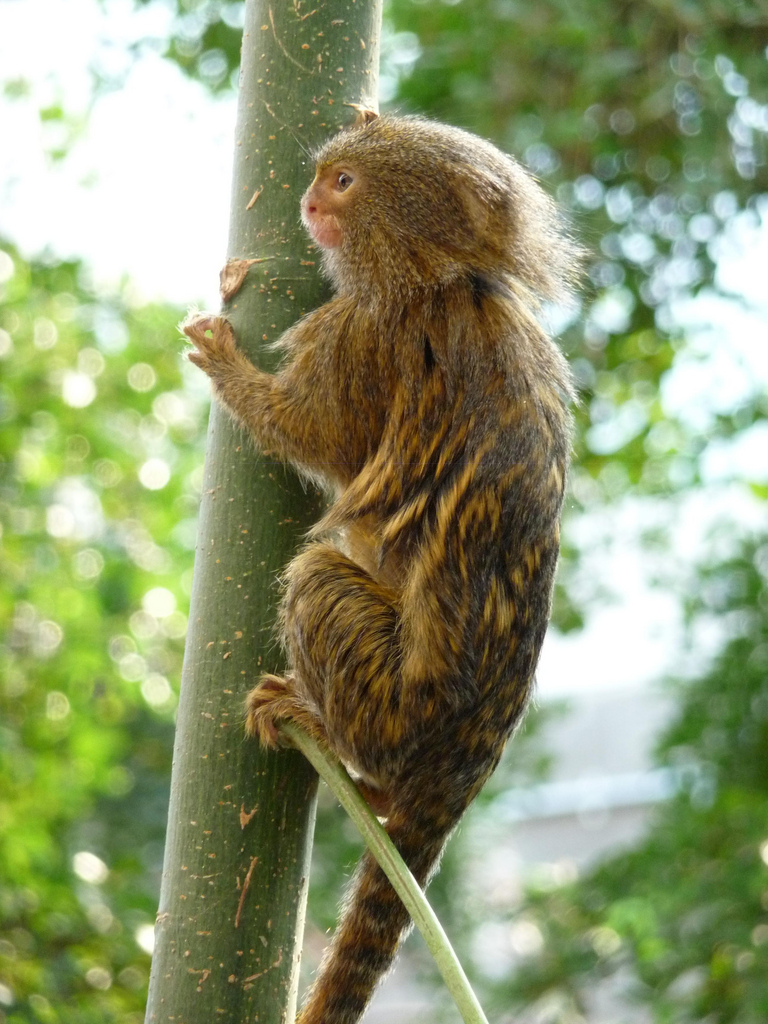
Tití pigmeo (Cebuella pygmaea) escalando un árbol.

#### Braquiación
La braquiación consiste en que el animal se balancee de rama en rama en un movimiento secuencial por encima del suelo en la copa de los árboles.  Normalmente, estos movimientos se realizan con los dos brazos sin la ayuda de las patas o la cola. La suspensión de la cola y las extremidades traseras puede usarse en diferentes ocasiones, como la alimentación o la huida de los depredadores en situaciones extremas, pero la utilización de los brazos es el método más utilizado en este tipo de movimientos.

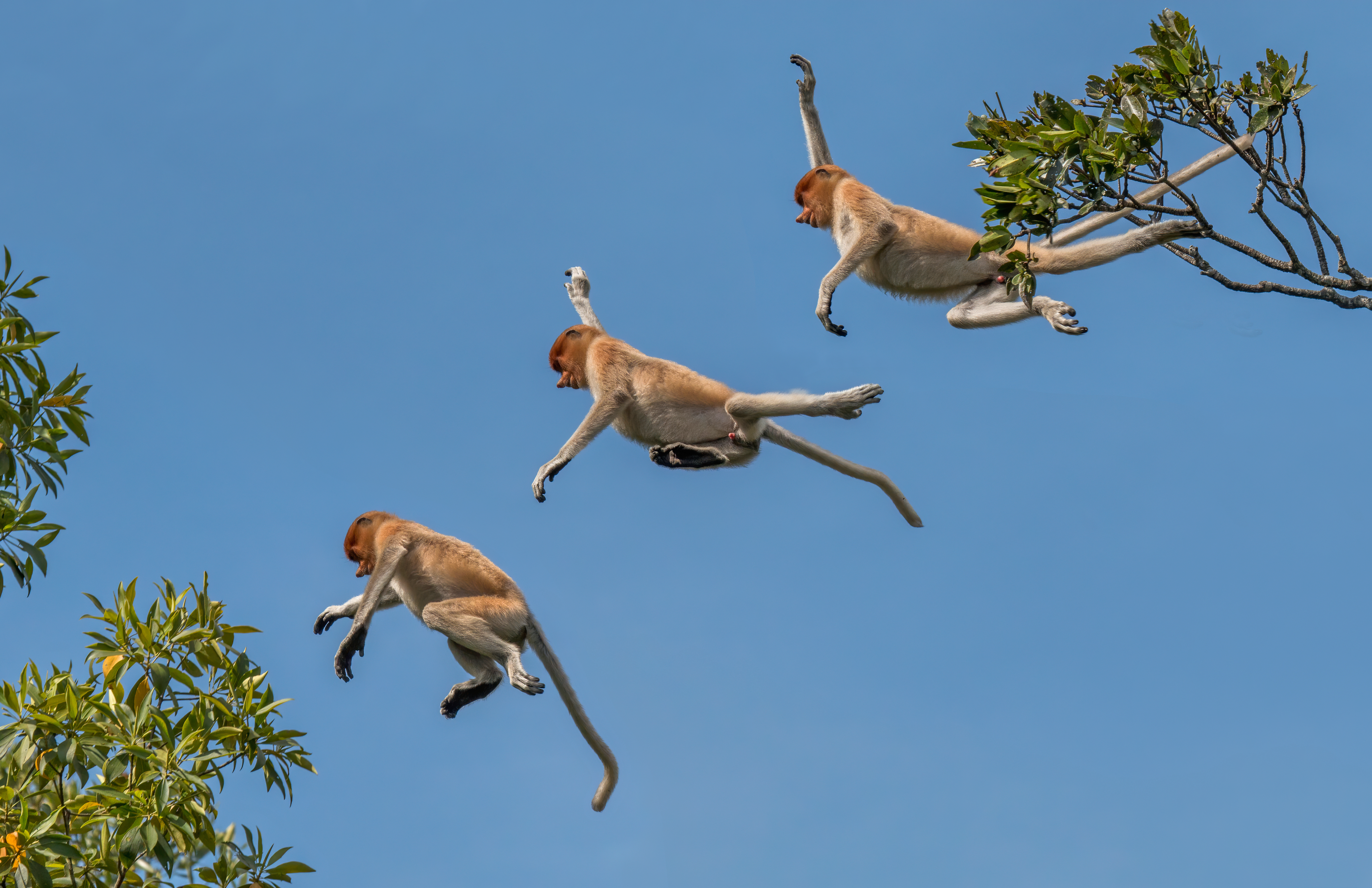
Imagen compuesta de un mono narigudo joven (Nasalis larvatus) aprendiendo a saltar de un árbol a otro.

#### Escalada
La escalada consiste en subir o bajar por una superficie vertical utilizando los brazos y las patas traseras para ayudar a mover el cuerpo hacia arriba o hacia abajo. Hay muchas formas diferentes en las que un animal puede trepar, como por ejemplo, utilizando brazos y piernas de forma alternada, trepando de forma lateral, deslizándose como en un poste de bomberos y descendiendo primero por la cabeza o por las patas traseras. La escalada vertical es la forma de locomoción más costosa, ya que el animal debe desafiar la gravedad y subir al árbol. Esto es especialmente difícil para los animales con mayor masa corporal, ya que soportar todo su peso se hace más difícil con el tamaño. En la escalada también se produce un movimiento de " tirón hacia arriba" en el que el animal se tira por encima de una rama utilizando sus dos brazos y las extremidades traseras se lanzan sobre la rama con un movimiento de balanceo.

#### Puente
Los animales utilizan este tipo de comportamiento cuando cruzan entre árboles y otras superficies.  Este movimiento requiere el uso de las extremidades traseras para saltar a través de áreas extensas. A los animales pequeños les resulta más fácil saltar sobre estos espacios, mientras que los más grandes son más cautelosos debido a su peso y normalmente se balancean de rama en rama a cambio.

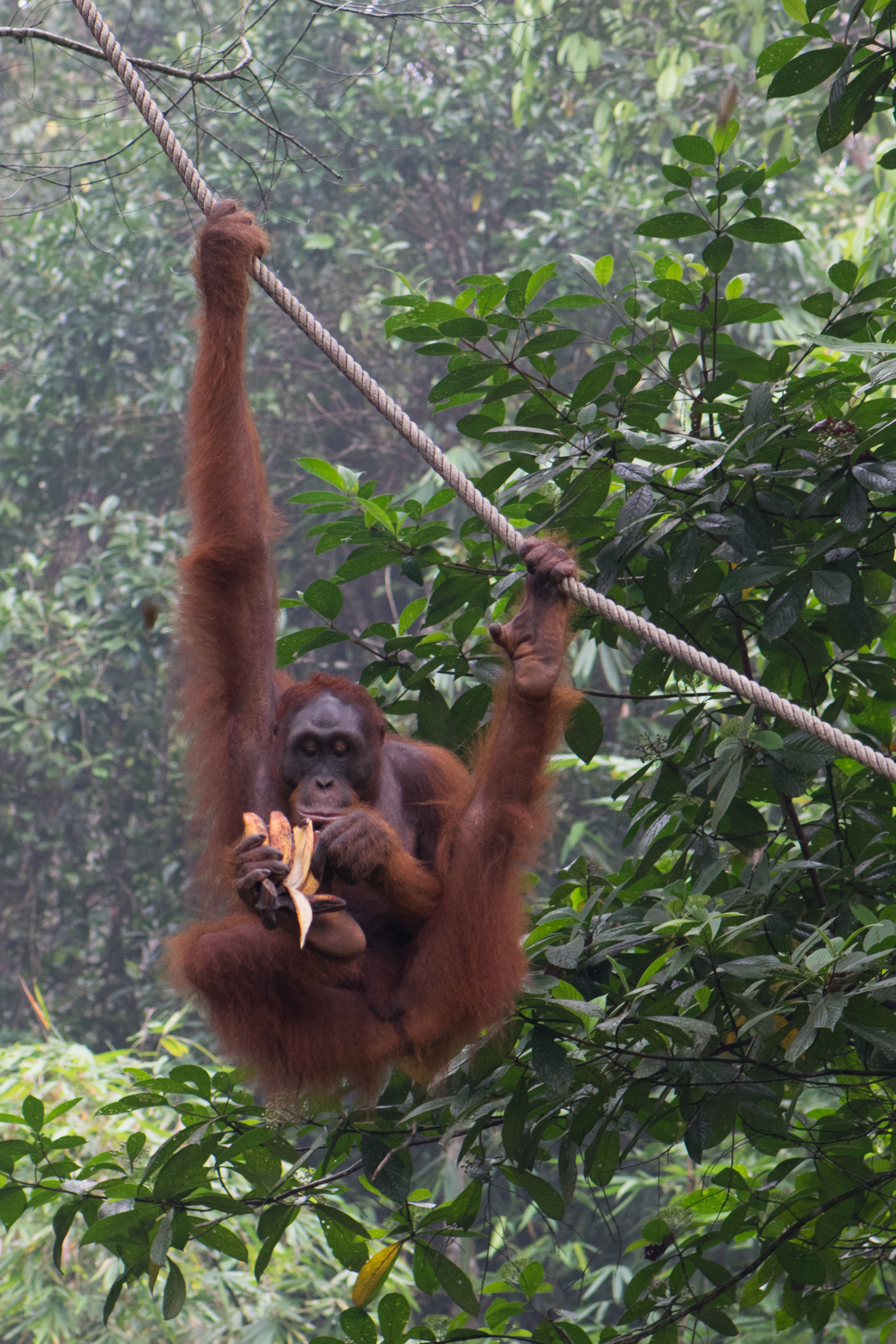
Orangután alimentándose suspendido de una cuerda.

## Alimentación
El comportamiento suspensorio es muy importante para los animales en lo que respecta a la alimentación. Se ha reportado que los movimientos suspensorios constituyen aproximadamente el 25% de todas las estrategias de alimentación en los primates. La suspensión les ayuda a alcanzar frutos y otros tipos de vegetación que podrían ser difíciles de obtener a pie, al tiempo que les permite cubrir una gran distancia a una mayor velocidad. A menudo, en las regiones arbóreas, las flores, los frutos y otras plantas se encuentran en pequeñas ramas terminales y la suspensión permite a los animales acceder a este alimento ahorrando tiempo y energía. Al suspenderse por debajo de la rama, evitan una mayor posibilidad de que ésta se rompa y pueden mantener un equilibrio estable. Colgarse de la cola es muy común cuando buscan alimento, lo que permite utilizar las manos y los brazos no sólo para agarrar la comida, sino también para sujetarse en caso de resbalar o caer. La suspensión permite un desplazamiento rápido, lo que también es útil cuando se busca comida. La rapidez permite a los animales minimizar la competencia mientras evitan a los depredadores para asegurarse de que cogen toda la comida que pueden en un corto periodo de tiempo. Si un animal está en un árbol alto, suele comer su comida en ese momento para evitar lesiones y depredadores. El cuadrupedalismo y el bipedalismo, combinados con los mecanismos suspensorios, permiten que el animal se sostenga durante la alimentación para no caer y correr el riesgo de perder la comida o arriesgar su vida.